# Niels van Baarlen
Niels van Baarlen (Diever, 18 augustus 1975) is een Nederlands producent. Hij werkt voornamelijk voor radiozenders en is regelmatig te horen als copresentator.

## Carrière
Van Baarlen begon in 2000 als medewerker op de salesafdeling bij Radio 538. In mei 2001 werd hij op advies van de toenmalige programmadirecteur Unico Cerfontaine opvolger van sidekick Cobus Bosscha bij Evers Staat Op.
In 2008 is Van Baarlen tevens aangesteld als events manager bij Radio 538 en Talpa Radio. Ook is hij te horen als voice-over in de programma's Wie is de Chef? en Eigen Huis & Tuin bij RTL 4.
Toen Evers in 2018 stopte met zijn ochtendshow bij Radio 538, stopten Van Baarlen en Romijn ook bij dit station. Vanaf januari 2019 zijn de twee te horen bij Radio Veronica, waar ze fungeren als sidekicks in de middagshow van Wilfred Genee en vanaf januari 2022 bij De Veronica Ochtendshow: Ook Goeiemorgen met Tim Klijn. Daarnaast heeft van Baarlen een kleine rol gehad in de talkshow Café Hendriks en Genee op Veronica, samen met Rick Romijn zijn ze de vaste barmannen in het café.
Van 3 april 2020 tot en met april 2021 was hij bij Radio Veronica de Radio Director.
In 2024 ontvingen Van Baarlen en Romijn de Gouden RadioRing vanwege hun bijdrage aan De 538 Ochtendshow.